# Ерин Брокович (филм)
Ерин Брокович (на английски: Erin Brockovich) е американски биографичен филм от 2000 г., режисиран от Стивън Содърбърг. Филмът пресъздава историята на Ерин Брокович, в ролята Джулия Робъртс, която води съдебна битка срещу Pacific Gas and Electric Company - енергийната компания от западното крайбрежие на САЩ. Другите главни роли във филма се изпълняват от Албърт Фини и Арън Екхарт. Джулия Робъртс печели Оскар, Златен глобус и наградата на БАФТА за най-добра актриса.

## Сюжет
През 1993 г. Ерин Брокович (Джулия Робъртс) е безработна самотна майка на три деца, която след загубата на дело за телесна повреда срещу лекар в автомобилна катастрофа моли адвоката си Едуард Л. Масри (Албърт Фини) да ѝ намери работа, като обезщетение за загубата.

## Реална история
Ерин Броккович (родена на 22 юни 1960 г.) е американски юридически чиновник и екологичен активист, който въпреки липсата на официално образование в закона е допринесъл за изграждането на дело срещу Тихоокеанската газова и електрическа компания в Калифорния през 1993 г.
Отпадъчните води се изхвърлят в неземеделски езера в района, а някои се просмукват в подпочвените води, засягайки район близо до завода, приблизително 2 км. Успешното ѝ дело е предмет на филм от 2000 г., който се казва  „Ерин Броккович“  с участието на Джулия Робъртс в главната роля. Робъртс спечели Оскар за най-добра актриса за ролята си на Ерин Броккович. Делото е било уредено през 1996 г. за 333 млн. долара, което е най-голямото споразумение, плащано някога в съдебно дело в американската история. Masry & Vititoe, адвокатската кантора, за която Броккович беше юридически чиновник, получи 133,6 милиона долара от това споразумение, а Броккович бе получил бонус от 2,5 милиона долара.